# Mediodactylus kotschyi
Espèce
Statut de conservation UICN

 LC  : Préoccupation mineure
Mediodactylus kotschyi est une espèce de geckos de la famille des Gekkonidae.

## Répartition
Cette espèce se rencontre en Italie, en Albanie, en Serbie, en Macédoine, en Bulgarie, en Crimée en Ukraine, en Grèce, à Chypre, en Turquie, en Iran, en Syrie, au Liban, en Israël et en Jordanie.

## Habitat
Ce gecko rupicole aux doigts fins est commun dans les formations karstiques. Il vit sur les sols rocailleux et se cache parfois sous les pierres.

## Description

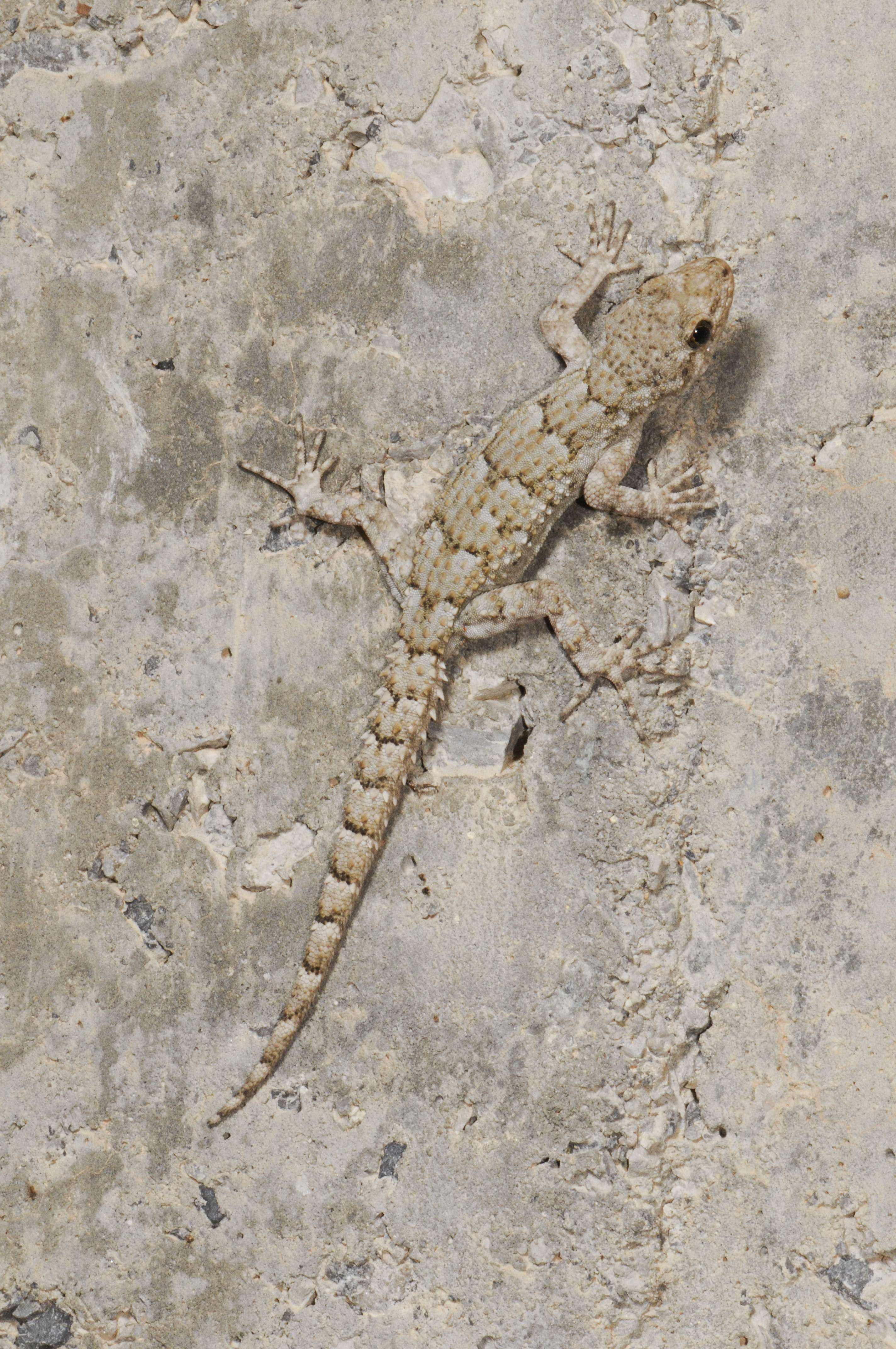
Mediodactylus kotschyi

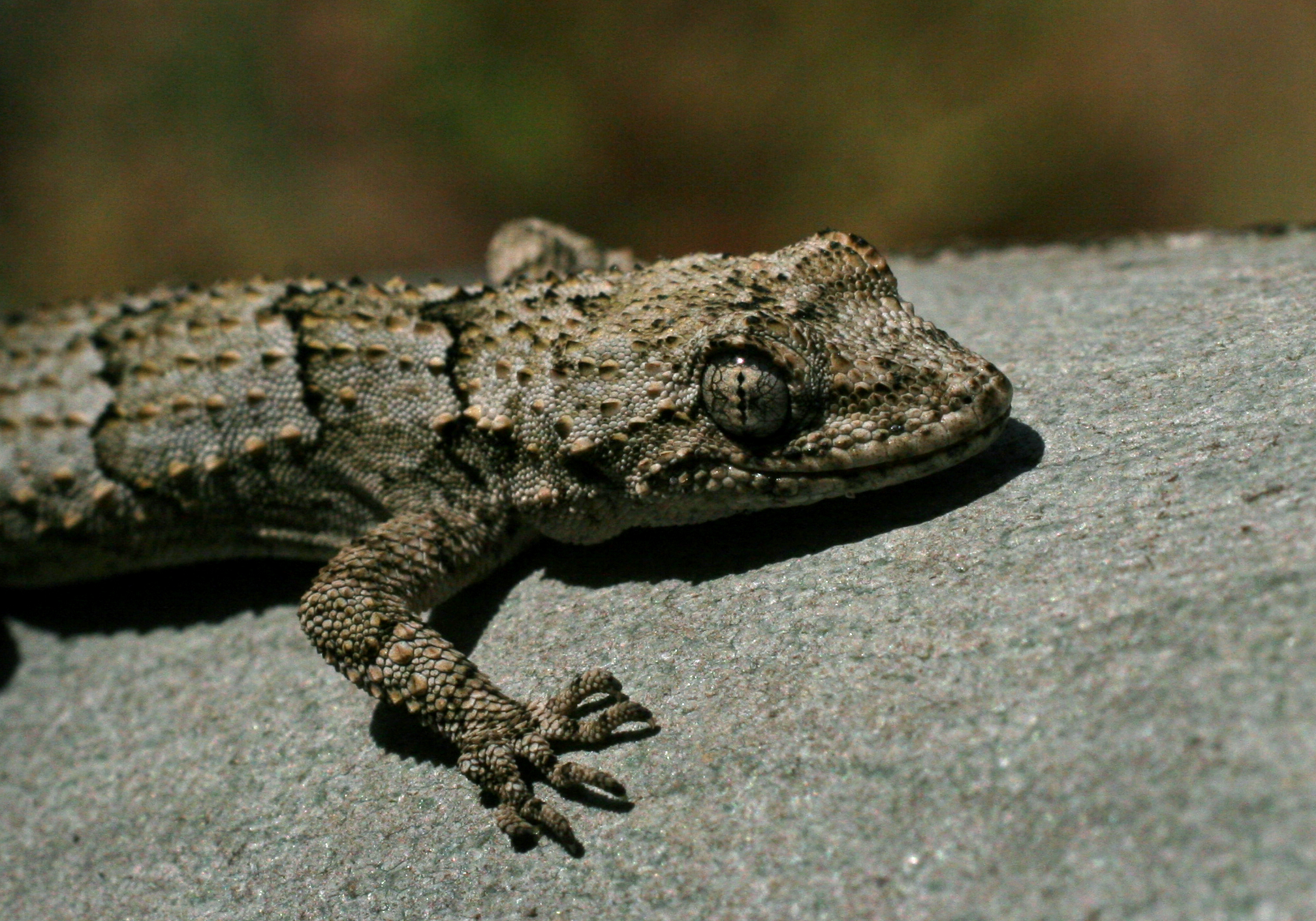
Mediodactylus kotschyi

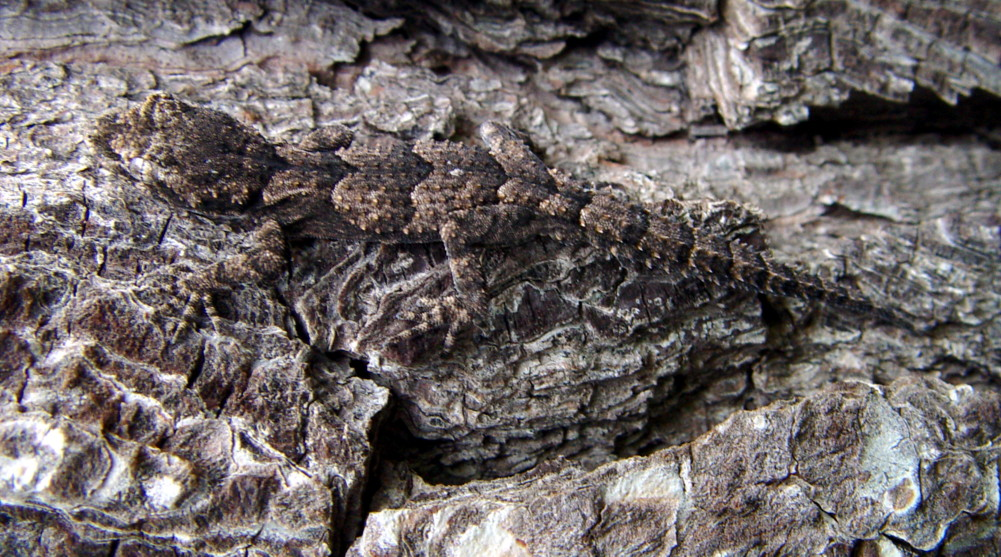
Mediodactylus kotschyi orientalis

C'est un petit gecko terrestre et insectivore. Sa couleur de base est le marron-gris, avec des petites bandes transversales plus claires sur le dos.
Les mâles ont des pores pré-anaux visibles sur l'intérieur des pattes antérieures.

## Liste des sous-espèces
Selon The Reptile Database (4 mai 2015) :
- Mediodactylus kotschyi adelphiensis (Beutler & Gruber, 1977)
- Mediodactylus kotschyi bartoni (Štěpánek, 1934)
- Mediodactylus kotschyi beutleri (Baran & Gruber, 1981)
- Mediodactylus kotschyi bibroni (Beutler & Gruber, 1977)
- Mediodactylus kotschyi bolkarensis (Rösler, 1994)
- Mediodactylus kotschyi buchholzi (Beutler & Gruber, 1977)
- Mediodactylus kotschyi ciliciensis (Baran & Gruber, 1982)
- Mediodactylus kotschyi colchicus (Nikolsky, 1902)
- Mediodactylus kotschyi concolor (Bedriaga, 1882)
- Mediodactylus kotschyi danilewskii (Strauch, 1887)
- Mediodactylus kotschyi fitzingeri (Štěpánek, 1937)
- Mediodactylus kotschyi fuchsi (Beutler & Gruber, 1977)
- Mediodactylus kotschyi kalypsae (Štěpánek, 1939)
- Mediodactylus kotschyi karabagi (Baran & Gruber, 1981)
- Mediodactylus kotschyi kotschyi (Steindachner, 1870)
- Mediodactylus kotschyi lycaonicus (Mertens, 1952)
- Mediodactylus kotschyi maculatus (Bedriaga, 1882)
- Mediodactylus kotschyi oertzeni (Boettger, 1888)
- Mediodactylus kotschyi orientalis (Štěpánek, 1937)
- Mediodactylus kotschyi ponticus (Baran & Gruber, 1982)
- Mediodactylus kotschyi rumelicus (Müller, 1940)
- Mediodactylus kotschyi saronicus (Werner, 1937)
- Mediodactylus kotschyi schultzewestrumi (Beutler & Gruber, 1977)
- Mediodactylus kotschyi skopjensis (Karaman, 1965)
- Mediodactylus kotschyi solerii (Wettstein, 1937)
- Mediodactylus kotschyi stepaneki (Wettstein, 1937)
- Mediodactylus kotschyi syriacus (Štěpánek, 1937)
- Mediodactylus kotschyi tinensis (Beutler & Frör, 1980)
- Mediodactylus kotschyi unicolor (Wettstein, 1937)
- Mediodactylus kotschyi wettsteini (Štěpánek, 1937)

## Étymologie
Cette espèce est nommée en l'honneur de Karl Georg Theodor Kotschy.

## Protection
Elle est classée en annexe 2 de la Convention de Berne.

## Synonymes
- Gymnodactylus kotschyi Steindachner, 1870
- Cyrtodactylus kotschyi (Steindachner, 1870)
- Cyrtopodion kotschyi (Steindachner, 1870)
- Gymnodactylus kotschyi var. concolor Bedriaga, 1882
- Gymnodactylus kotschyi var. maculatus Bedriaga, 1882
- Gymnodactylus danilewskii Strauch, 1887
- Gymnodactylus oertzeni Boettger, 1888
- Gymnodactylus colchicus Nikolsky, 1902
- Gymnodactylus bartoni Stepánek, 1934
- Cyrtodactylus kotschyi bureschi Stepánek, 1937
- Gymnodactylus kotschyi bureschi Stepánek, 1937
- Gymnodactylus kotschyi fitzingeri Stepánek, 1937
- Gymnodactylus kotschyi orientalis Stepánek, 1937
- Gymnodactylus kotschyi saronicus Werner, 1937
- Gymnodactylus kotschyi solerii Wettstein, 1937
- Gymnodactylus kotschyi steindachneri Stepánek, 1937
- Mediodactylus kotschyi steindachneri (Stepánek, 1937)
- Gymnodactylus kotschyi stepaneki Wettstein, 1937
- Gymnodactylus kotschyi syriacus Stepánek, 1937
- Gymnodactylus kotschyi syriacus Stepánek, 1937
- Gymnodactylus kotschyi unicolor Wettstein, 1937
- Gymnodactylus kotschyi wettsteini Stepánek, 1937
- Gymnodactylus kotschyi kalypsae Stepánek, 1939
- Gymnodactylus kotschyi rumelicus Müller, 1940
- Gymnodactylus kotschyi lycaonicus Mertens, 1952
- Gymnodactylus kotschyi rarus Wettstein, 1952
- Gymnodactylus kotschyi stubbei Wettstein, 1952
- Gymnodactylus kotschyi skopjensis Karaman, 1965
- Cyrtodactylus kotschyi adelphiensis Beutler & Gruber, 1977
- Cyrtodactylus kotschyi bibroni Beutler & Gruber, 1977
- Cyrtodactylus kotschyi buchholzi Beutler & Gruber, 1977
- Cyrtodactylus kotschyi fuchsi Beutler & Gruber, 1977
- Cyrtodactylus kotschyi schultzewestrumi Beutler & Gruber, 1977
- Cyrtodactylus kotschyi bileki Tiedemann & Häupl, 1980
- Cyrtodactylus kotschyi tinensis Beutler & Frör, 1980
- Cyrtodactylus kotschyi beutleri Baran & Gruber, 1981
- Cyrtodactylus kotschyi karabagi Baran & Gruber, 1981
- Cyrtodactylus kotschyi ponticus Baran & Gruber, 1982
- Cyrtodactylus kotschyi ciliciensis Baran & Gruber, 1982
- Cyrtopodion kotschyi bolkarensis Rösler, 1994

## Publications originales
- Baran & Gruber, 1981 : Taxonomische Untersuchungen an türkischen Inselformen von Cyrtodactylus kotschyi (Steindachner 1870). Teil 1: Die Population der nördlichen Ägäis, des Marmarameeres und des Schwarzen Meeres (Reptilia: Gekkonidae). Spixiana, vol. 4, p. 255-270 (texte intégral).
- Baran & Gruber, 1982 : Taxonomische Untersuchungen an türkischen Gekkoniden. Spixiana, vol. 5, no 2, p. 109-138 (texte intégral).
- Bedriaga, 1882 "1881" : Die Amphibien und Reptilien Griechenlands. Bulletin de la Société impériale des naturalistes de Moscou, vol. 56, no 1, p. 242–310 (texte intégral) et no 2, p. 43-103 & 278-344 (texte intégral).
- Beutler & Frör, 1980 : Die Amphibien und Reptilien der Nordkykladen (Griechenland). Mitteilungen der Zoologischen Gesellschaft Braunau, vol. 3, p. 255-290 (texte intégral).
- Beutler & Gruber, 1977 : Intraspezifische Untersuchungen an Cyrtodactylus kotschyi (Steindacher, 1870); Reptilia: Gekkonidae. Beitrag zu einer mathematischen Definition des Begriffs Unterart. Spixiana, vol. 1, p. 165-202 (texte intégral).
- Boettger, 1888 : Verzeichniss der von Hrn. E. von Oertzen aus Griechenland und aus Kleinasien mitgebrachten Batrachier und Reptilien. Sitzungsberichte der Königlich Preussischen Akademie der Wissenschaften zu Berlin, vol. 1888, p. 139-186 (texte intégral).
- Karaman, 1965 : Eine neue Unterart der Eidechse Gymnodactylus kotschyi aus Mazedonien, Gymnodactylus kotschyi skopjensis n. ssp. Zoologische Anzeiger, vol. 174, p. 348-351.
- Müller, 1940 : Über die von den Herren Dr. v. Jordans und Dr. Wolf im Jahre 1938 in Bulgarien gesammelten Amphibien und Reptilien. Bulletin des Institutions Royales d'Historie Naturelle a Sofia, Bulgarie, vol. 13, p. 1-17.
- Nikolsky, 1902 : Gymnodactylus danilewskii Str. et Gymnodactylus colchicus n. sp. (Lacertilia, Geckonidae). Annuaire Musée Zoologique de l'Académie Impériale des Sciences de Saint-Pétersbourg, vol. 7, p. 1-6.
- Mertens, 1952 : Türkiye amfibi ve reptilleri hakkinda. Amphibien und Reptilien aus der Türkei. Revue Istanbul Üniversitesi fen Fakültesi Mecmuasi, vol. 17, p. 41-75.
- Rösler, 1994 : Eine neue Unterart von Cyrtopodion (Mediodactylus) kotschyi (Steindachner, 1879 aus der Türkei (Reptilia: Sauria: Gekkonidae). Zoologische Abhandlungen / Staatliches Museum für Tierkunde in Dresden, vol. 48, no 5, p. 95-101.
- Steindachner, 1870 : Herpetologische Notizen (II). Reptilien gesammelt Während einer Reise in Sengambien. Sitzungsberichten der Kaiserlichen Akademie der Wissenschaften in Wien, vol. 62, p. 326-348 (texte intégral).
- Stèpànek, 1934 : Sur l'herpétologie de l'île de Créte. Sbornik Zoologicke Oddeleni Nàrodniho Musea v Praze, vol. 1, p. 7-10.
- Stèpànek, 1937 : Gymnodactylus kotschyi Steindachner und sein Rassenkreis. Archiv für Naturgeschichte, Zeitschrift für Systematische Zoologie, Leipzig, vol. 6, p. 258-280.
- Stèpànek, 1939 : Gymnodactylus kotschyi kalypsae n. subsp. Vèstnik Ceskoslovenské Zoologické Spolecnosti v Praze, vol. 6/7, p. 431-435.
- Strauch, 1887 : Bemerkungen über die Geckoniden-Sammlung im zoologischen Museum der kaiserlichen Akademie der Wissenschaften zu St. Petersburg. Mémoires de l'Académie impériale des sciences de Saint-Pétersbourg, ser. 7, vol. 35, no 2, p. 1-72 (texte intégral).
- Werner, 1937 : Beiträge zur Kenntnis der Tierwelt des Peloponnes, der Inseln Kythira und Euboea sowie der kleinen Inseln im Saronischen Golf. Sitzungsberichte der Kaiserlichen Akademie der Wissenschaften. Mathematisch-Naturwissenschaftliche Klasse, Wien, vol. 146, p. 135-153.
- Wettstein, 1937 : Vierzehn neue Reptilienrassen von den südlichen Ägäischen Inseln. Zoologische Anzeiger, vol. 118, p. 79-90.